# Valdete Antoni
Pour les articles homonymes, voir Antoni.
 (janvier 2014).
Si vous disposez d'ouvrages ou d'articles de référence ou si vous connaissez des sites web de qualité traitant du thème abordé ici, merci de compléter l'article en donnant les références utiles à sa vérifiabilité et en les liant à la section « Notes et références ».
Valdete Anthony, née le 13 septembre 1953 à Tirana), est une poétesse albanaise contemporaine, ainsi qu'une journaliste de Radio Tirana.

## Biographie
En 1999, son livre J'ai vu mon vol (E pashë fluturimin tim) a reçu le premier Prix de l'Association albanaise des artistes et écrivains[réf. nécessaire].
En 2000, elle a été désignée comme « Meilleur journaliste radiophonique de l'année » par la Fondation culturelle albanaise « Velija »[source insuffisante].
Elle est l'auteur de six recueils de poésies, ainsi que de nombreux programmes de la radio nationale en 35 ans dans la profession[réf. nécessaire].
Quelques-uns des poèmes de l'auteur comme les plus populaires, dont Mon mur enfile ma chemise, La rondeur de la tête[Quoi ?] ont été traduits en français par des traducteurs connus comme le professeur Edmond Tupja, et l'ancien ambassadeur à Paris Luan Rama.

## Œuvre

### Poésie
- Rêve dans le mur (Ëndërr në mur), Pristina, 1993
- Mon mur porte une chemise (Muri im ka veshur këmishë), Tirana, 1997
- J'ai vu mon vol (E pashë fluturimin tim), Tirana, 1999
- Entre dans la poitrine de Dieu (Hyj në kraharor zoti), Tirana, 2001
- Dissous dans le pollen de la lumière (Tretur në polen drite), Tirana, 2005
- Son de la rosée (Vesë Tingulli), Tirana, 2011